# 七谷经
《七谷经》（波斯語：‎ Haft-Vádí）由巴哈伊信仰的创立者巴哈欧拉所作，全书以波斯语写成。此外，《四谷经》（波斯語：‎ Chahár Vádí）也为巴哈欧拉所作，并常常以《七谷经与四谷经》的书名合并出版，但实际上两书并无直接联系。

## 七谷经
《七谷经》由巴哈欧拉写成于1860年，创作之际是巴哈欧拉刚从库尔德斯坦的苏莱曼尼亚地区返回巴格达不久的时期。这本书回应了法官Shaykh Muhyi'd-Din的一些列疑问，Shaykh Muhyi'd-Din是苏菲派卡迪里耶教团的一位信徒。在向巴哈欧拉写信之际，Shaykh Muhyi'd-Din辞去了工作，而此后的一生都生活在伊拉克的库尔德斯坦地区。
守基·阿芬第称《七谷经》是『最神秘的作品』。同时，《七谷经》也是较早被翻译的巴哈欧拉著作之一。1905年《七谷经》被首次翻译成法文，1906年被首次翻译成英文。
此书之行文风格高度诗化，虽然并非用严格的韵文写就，但几乎每行文字都含有韵律并富于节奏。而这些并不易在译文中保留。考虑到此书为回应苏菲派人士所作，巴哈欧拉使用了一般仅仅在古兰经中使用的历史和宗教词汇、语法与古兰经中的诗词。
此书跟随着“渴望的灵魂”的精神旅行的脚步，记录从此世到离上帝越来越近之境所经历的每阶段。就如在12世纪，一位苏菲派诗人Farid al-Din Attar在他的诗集-Conference of the Birds中提到的那样。同时，他解释了旅行过程中所经每一谷的意义与重要性。在前言部分，巴哈欧拉说明“有些人称之七谷，有些人称之为七城”。旅行者依次跨越每个旅途阶段，他的目的是不偏离“正确的道路”、“杜绝生命的沉沦，到达生命之主的彼岸”、“对至爱者的注视”。在本书的结尾部分，巴哈欧拉提到：
这些旅程在时问的境界中没有确定的终止之期，但真诚的寻求者一如得无形的确认及教义圣护的协助一将能跨越这七重境界，或者在七息之时，或者在屏息之间，如果这是上苍的意旨和殷望。这是“依从她的意志，她赋惠于这些仆人。”
在书的开头，巴哈欧拉把新时代的开端称作Kull-i-Shay的新一轮轮回的开始。类似的黄金时代孕育于黑暗时代的末世预言，在印度教中称作“万物在黑暗中再造”。除此书之外，巴孛的著作及其他巴比教相关文献中也有此类用法。

### 探寻之谷
探寻之谷描述了寻求者踏入所寻之径的第一步。巴哈欧拉提到寻求者须洁净其内心，并且避免摹仿依从先人的旧径。并阐明渴望、耐心是跨越这一谷的必备品质。

### 爱之谷
接下来步入之谷为『爱之谷』，在此谷中寻求者被描绘为溶化在爱火之中。巴哈欧拉描绘寻求者的心已为爱所动，远离一切，只剩『无比者』。

### 智慧之谷
此谷所称之智慧，乃是上帝的智慧，而非被造物所习得的『知识』。人类过度沉浸在自己的学得的知识与获得的成就中，反而阻碍其获得真正的智慧。巴哈欧拉还写道，在此谷中，寻求者开始明了上帝启示之隐秘，在一切事物中发现智慧。包括在艰难与痛苦中体会上帝的怜悯与祝福。智慧之谷被称为『限制世界的底层』。

### 和谐之谷
接下来步入之谷为『和谐之谷』，巴哈欧拉写道寻求者在此境看到的被造物已不限于其本身特质，而能在所有被造物中看到上帝的属性。寻求者已超越了所有俗世之物，目光所在已在其自身之外，而为一切被造物赞美上帝。

### 满足之谷
接下来步入之谷为『满足之谷』，巴哈欧拉写道，在此谷中寻求者变得独立于周遭的一切。虽然看起来平庸且痛苦，但在精神世界中，他被赋予财富和力量，并且他从内心中感到快乐。这种快乐无法在易变的物质世界获得，只有真正相信者的才能感受到这样的情感。

### 奇境之谷
接下来步入之谷为『奇境之谷』，巴哈欧拉描绘寻求者为上帝之美而感动。寻求者意识到了被造物的繁多和壮丽，并从中探求上帝揭示的内在隐秘。在此谷中，寻求者因上帝的作品而诧异不断。

### 真穷与绝对虚无之谷
接下来进入『真穷与绝对虚无之谷』，这是神秘者所能去的最远之地。寻求者在物质上一无所有，在精神上丰盛富足。巴哈欧拉描绘道这是自我消隐于上帝之中。这说法并不意味着自我和上帝合二为一：上帝本身和神秘者的界限既然清晰，在这个意义上和其他传统的解释并不一致。